# Els fills de la faràndula
Els fills de la faràndula (títol original: Babes in Arms) és una pel·lícula musical estatunidenca, adaptació del musical homònim, amb música de Richard Rodgers i lletra de Lorenz Hart, creada el 14 d'abril de 1937 al Shubert Theatre de Broadway. Ha estat adaptada l'any 1939 al cinema per Busby Berkeley. Està doblada al català.

## Argument
Explica la història d'un grup d'adolescents que munten un espectacle per evitar anar a treballar en una granja.

## Repartiment
- Judy Garland: Pasty Barton
- Mickey Rooney: Mickey Moran
- June Preisser: Rosalie Essex
- Guy Kibbee: El jutge John Black
- Betty Jaynes: Molly Moran
- Douglas Mac Phail: Don Brice
- Charles Winninger: Joe Moran
- Grace Hayes: Florrie Moran
- Margaret Hamilton: Martha Steele
- Rand Brooks: Jeff Steele
- Leni Lynn: Dody Martin
- Johnny Sheffield: Bobs
- Ann Shoemaker: la Sra. Barton
- Joseph Crehan: el Sr. Essex

## Cançons
- Babes In Arms
- Good Morning
- I Wish I Were In Love Again
- Johnny One Note
- The Lady Is A Tramp
- My Funny Valentine
- Where Or When
- You Are So Fair

## La comèdia musical
La comèdia musical s'estrena el 14 d'abril de 1937 al Shubert Theatre de Broadway i compta 289 representacions. El repartiment és el següent: 

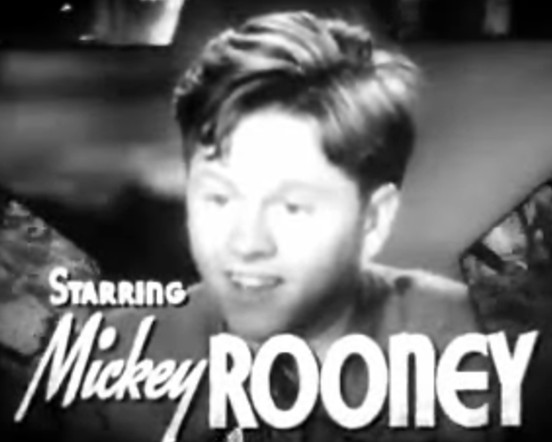

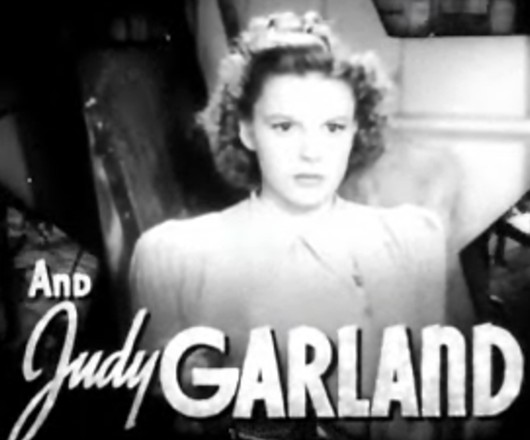

- Mitzi Green: Billie Smith
- Ray Heatherton: Val Lamar
- Duke McHale: Peter
- Wynn Murray: Baby Rosa
- Harold Nicholas: Ivor DeQuincy
- Fayard Nicholas: Irving DeQuincy
- Alfred Drake: Marshall Blackstone

## Al voltant de la pel·lícula
- El rodatge comença el 12 de maig de 1939 i s'acaba el 18 de juliol de 1939. L'estrena de la pel·lícula té lloc el 13 d'octubre de 1939.
- El script original de Broadway és revisat per conformar-se als estàndards de Hollywood. Descriu un grup de gent jove que prova de posar en marxa un espectacle a Broadway per provar als seus pares que en són capaços. Aquesta versió afegeix diverses històries d'amor i diferents escenes suplementàries.
- La majoria de les cançons originals de Rodgers i Hart van ser descartades, amb l'excepció de l'obertura i de Where or When. Arthur Freed i Nacio Herb Brown escriuen noves cançons per la pel·lícula, sobretot Good Morning (que esdevindrà cèlebre més tard en Cantem sota la pluja) i God's Country.
- La versió original de la pel·lícula inclou una escena final durant la qual els actors se'n foten de Franklin D. Roosevelt i de la seva dona. Aquesta escena serà retirada i es restaurarà fins al 1990.
- La pel·lícula ha estat nominada per dos Oscars: l'Oscar al millor actor per Rooney (major de 19 anys a l'època) i l'Oscar a la millor banda sonora.
- En Qui ha enredat en Roger Rabbit? (1988), un cartell del despatx de R. K. Maroon presenta el curt (fictici) Babes in Arms, que es suposa estrenada l'any 1948 i posant en escena Roger Rabbit i Baby Herman.